# Antonio Guzmán Blanco

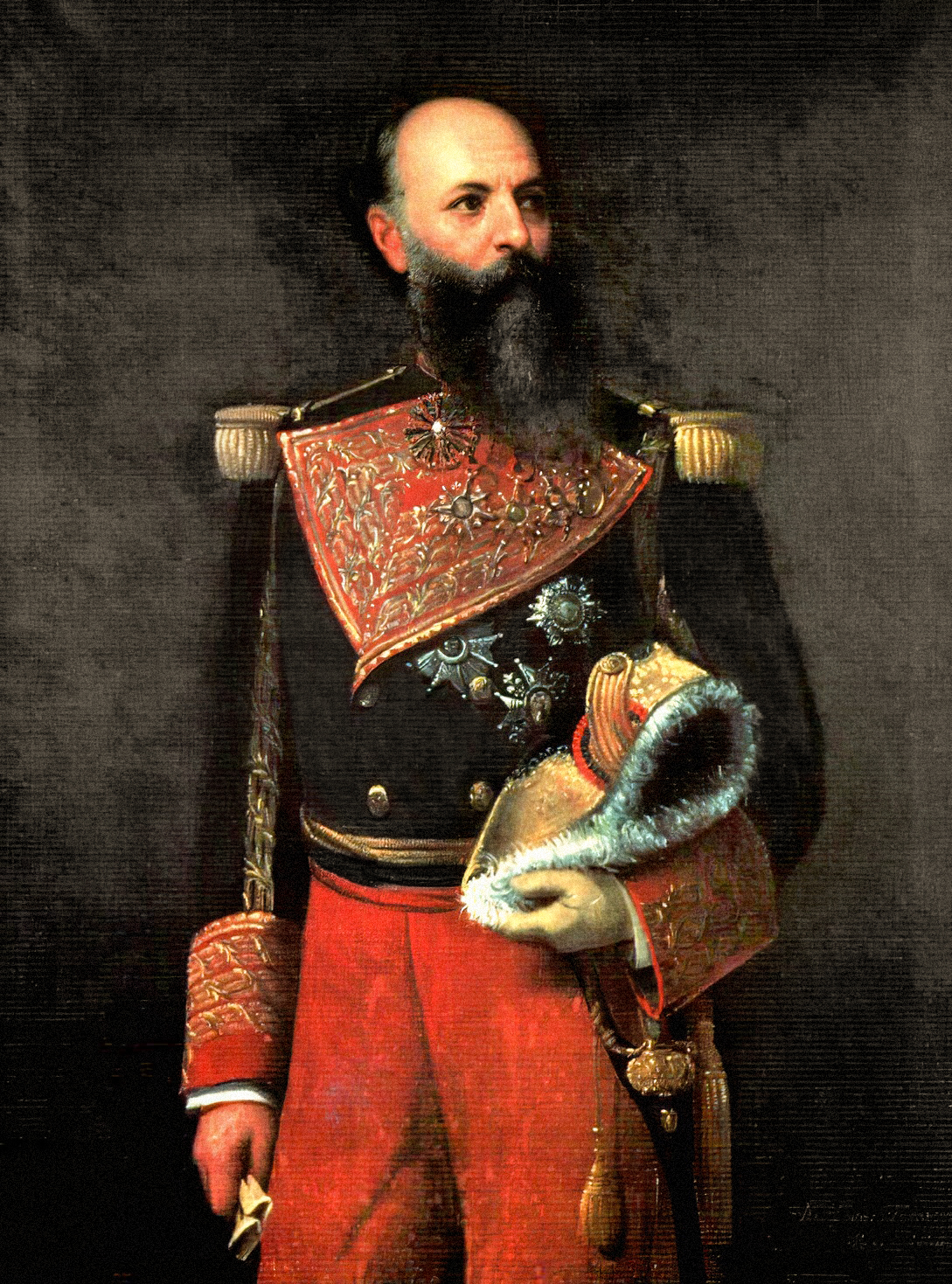
Antonio Guzmán Blanco in einem Gemälde von Martín Tovar y Tovar von 1880, Außenministerium, Caracas

Antonio Guzmán Blanco (* 20. Februar 1829 in Caracas; † 28. Juli 1899 in Paris) war ein venezolanischer General und Politiker. Von 1870 bis 1877, von 1879 bis 1884 und von 1886 bis 1887 war er Präsident von Venezuela. Seine diktatorische Regierungszeit wird als Guzmanato bezeichnet.

## Leben
Der Sohn des Politikers und Gründers des Partido Liberal, Antonio Leocadio Guzmán. Er studierte bis 1856 Rechtswissenschaften an der Universidad Central de Venezuela in Caracas und war danach im diplomatischen Dienst in den USA. Nach seiner Rückkehr 1858 wurde er von Präsident Julián Castro Contreras auf die Antillen verbannt. Er schloss sich General Juan Crisóstomo Falcón und Ezequiel Zamora bei deren Invasion in Venezuela an. Nach Falcóns Niederlage 1860 floh er mit diesem und wurde zur Rekrutierung von Unterstützung nach Westindien entstand.
Ende 1861 landete er erneut mit Falcón in Venezuela. Nach einer Reihe für Falcón erfolgreicher Schlachten wurden die Kampfhandlungen mit dem Vertrag von Coche am 22. Mai 1863 beendet. Eine nach Victoria einberufene Generalversammlung wählte Falcón am 17. Juni 1863 zum Präsidenten und Guzmán zum Vizepräsidenten. Später wurde Guzmán auch zum Präsidenten des Kongresses gewählt.
Nach der Absetzung Falcóns durch eine konservative Erhebung unter José Tadeo Monagas 1868 flüchtete Guzmán nach Curaçao. Anfang 1870 landete er mit eigenen Truppen in Curamichate und zog bereits im April siegreich in Caracas ein. In den folgenden sieben Jahren regierte er Venezuela als Präsident mit diktatorischen Vollmachten. (In dieser Zeit verlieh ihm der Kongress den Titel Ilustre Americano, regenerador de Venezuela.) 1874 ernannte er die Kirche Iglesia de la Santísima Trinidad zum Panteón Nacional de Venezuela. Mit dem Vatikan lag er im Streit, da er gegen die Macht der Kirche vorging, indem er Klöster und kirchliche Kollegien schließen ließ und den Erzbischof Silvestre Guevara y Lira des Landes verwies.
Nach dem Sieg der Revolución Reivindicadota ging Guzmán nach Paris, wurde aber nach dem Tod seines Nachfolgers Francisco Linares Alcántara erneut Präsident. Unter der Präsidentschaft des Generals Joaquín Crespo war er venezolanischer Botschafter in Paris, bevor er 1886 erneut zum Präsidenten gewählt wurde. Im August 1887 ließ er sich endgültig in Paris nieder, wo er 1899 verstarb. 1999 wurden seine sterblichen Überreste nach Venezuela überführt.
Unter Guzmán wurde eine Modernisierung Venezuelas nach französischem Vorbild eingeleitet. Der Lateinamerika-Historiker Michael Zeuske nennt ihn einen „kosmopolitischen Eisenbahn- und Telegraphendiktator“. Es wurden Straße, Eisenbahnlinien und Aquädukte gebaut und die ersten Telefone installiert. Auf seine Anordnung wurden das Capitolio Federal (1873–1877) und das Panteón Nacional erbaut. 1881 bestimmte er das Gedicht Gloria al bravo pueblo in der Vertonung von Juan José Landaeta zur venezolanischen Nationalhymne. Im September 1886 weihte er die erste Eisenbahnstrecke des Landes von Caracas nach Petare ein.